# Ćevapi
 (septembre 2020).
Si vous disposez d'ouvrages ou d'articles de référence ou si vous connaissez des sites web de qualité traitant du thème abordé ici, merci de compléter l'article en donnant les références utiles à sa vérifiabilité et en les liant à la section « Notes et références ».

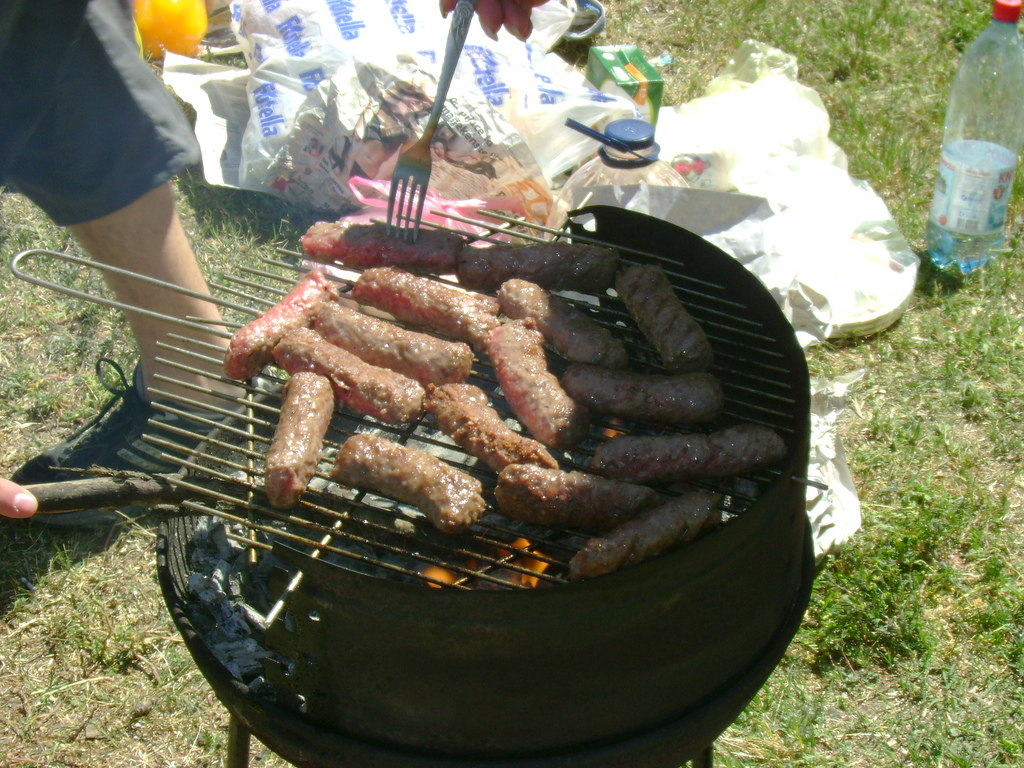
Ćevapčići en préparation, en plein air.

Les ćevapi ([ʨɛ'va:pi]) ou ćevapčići (en bosnien : ćevapi ; en slovène : čevapčiči ; en serbe : ćevapi, en serbe en écriture cyrillique : ћевапи ;  en croate : ćevapčići ; en macédonien : ќебапи ; en bulgare : кебапчета ; en roumain : mititei ou mici ; en albanais : qebapa) sont un mets traditionnel de Bosnie-Herzégovine,,, hérité de la cuisine de l’ancien Empire romain d'orient, que l’on retrouve aujourd’hui dans l’ensemble des Balkans. 

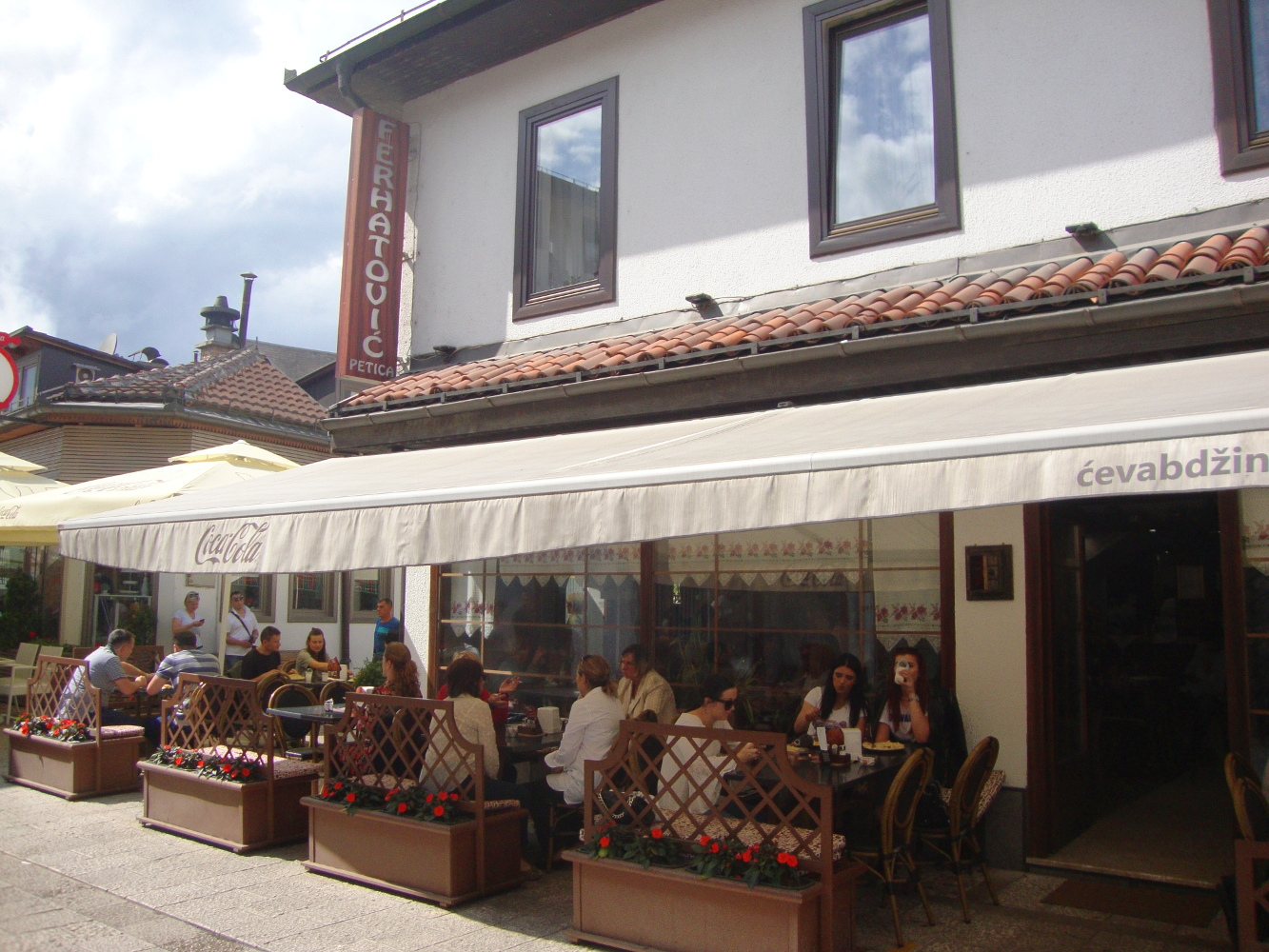
Ćevabdžinica, Petica – Ferhatović, à Sarajevo, quartier de Baščaršija.

Il se présente sous forme d'un rouleau de viande hachée et grillée (en général, un mélange de bœuf, et d'agneau). Les ćevapčići sont généralement servis dans un pain plat et rond appelé somun (bs) ou lepinja (sr) (en albanais : pitalkë), souvent accompagnés d'oignons crus, de kajmak, du fromage frais, ou d'ajvar, un condiment à base de poivrons rouges.
Ils sont considérés comme un plat national de la Bosnie-Herzégovine,,, et sont également largement consommés dans d'autres pays des Balkans, notamment en Serbie, Croatie, Monténégro, Macédoine du Nord et au Kosovo, où ils ont été intégrés à la cuisine locale avec certaines variantes.
Les restaurants spécialisés où sont préparés et vendus les ćevapi, assimilés à des fast-food, sont des ćevapdžinice. 

## Étymologie
Ćevapčići vient du persan كباب (kabâb), par le biais du turc kebab, avec la terminaison diminutive -čići du bosnien, croate ou serbe (BCMS).

## Histoire
Les ćevapi étaient présents même dans la Grèce antique, comme en attesteraient des œuvres de cette période. Ils sont arrivés dans les Balkans avec l’expansion ottomane au XVe siècle, et se sont établis en Bosnie-Herzégovine, où ils sont devenus une composante de l’identité culturelle
Ils ont été introduits dans les Balkans avec l’expansion ottomane au XVe siècle, et se sont particulièrement enracinés en Bosnie-Herzégovine, où ils sont devenus, aux côtés du burek, une composante essentielle de l’identité culinaire et culturelle,.
Dès le XIXe siècle, les ćevapi  étaient servis dans les tavernes (kafana) de Sarajevo, puis dans d’autres villes comme Travnik et Banja Luka, devenant un élément central de la gastronomie urbaine. Jusqu’au XXe siècle, les hachoirs mécaniques n’étaient pas utilisés : la viande était finement coupée à la main, ce qui permettait de préserver son jus et sa texture. Dans son ouvrage Bosanski kuhar, Alija Lakišić décrit divers types de ćevapi , qu’il rattache étymologiquement au mot arabe « cevab », et dont il détaille les préparations artisanales d’époque.
Aujourd'hui répandus dans l'ensemble des Balkans, mais surtout dans les pays de l'ancienne Yougoslavie, ils ont aussi gagné l'Italie nord-orientale (Triveneto) et l'Europe centrale (Allemagne, Autriche, Hongrie) pour des raisons de proximité géographique et, plus récemment, grâce à la diaspora bosniaque, serbe, croate et albanaise. On prépare des ćevapčići en Allemagne ou en Autriche. Il est possible de s'en procurer surgelés dans les enseignes de marque allemande en France. Ils sont connus également en Roumanie sous le nom de mititei (mici), où ils se mangent avec de la moutarde douce.
Les ćevapi de Sarajevo et Banja Luka sont probablement les plus célèbres.
Des variantes locales se sont développées, notamment en Serbie ou au Kosovo, avec des différences dans le choix des viandes, des épices ou des accompagnements.
En Serbie, les ćevapčići seraient venus de Leskovac en 1860, dans le kafana Rajić avant de devenir populaires à Belgrade. 
Dans les années 1960, de la côte dalmate de Croatie, il sera popularisé via les touristes allemands et autrichiens dans le reste de l'Europe.
Les qebapa albanaises sont répandues en Albanie, au Kosovo, en Macédoine du Nord et au sud du Monténégro. Ils sont notamment connus dans la ville de Prizren réputée pour ses qebaptore, des restaurants spécialisés dans la confection de ce mets et qui ont gagné ensuite tous les territoires albanais.

## Préparation
De nos jours, la viande est généralement hachée à la machine, assaisonnée, pétrie à la main, façonnée en rouleaux de 6  à   10 cm, puis grillée au barbecue (souvent au charbon).
Les ćeevapi sont généralement servis par 5 à 10 pièces de viande sur une assiette ou dans un pain plat ( somun ou lepinje ), souvent avec des oignons hachés, de la crème ou du kajmak, de l'ajvar, du poivron rouge émincé et du sel. Les ćevapčići bosniens sont fabriqués à partir de viandes de bœuf et d'agneau hachées, mélangées, formées à la main, et grillées. Les ćevapi de type serbe sont à base de bœuf, d'agneau ou de porc, ou mélangés.
En Autriche, en République tchèque et en Slovaquie, le ćevapi est généralement servi avec de la moutarde mélangée à des oignons et des pommes de terre finement hachées ou des frites.

## Héritage
Face aux tentatives récurrentes d’appropriation d’éléments du patrimoine culturel de la Bosnie-Herzégovine par certains pays voisins, un processus de protection a été engagé au niveau national et international. Plusieurs produits traditionnels, dont les ćevapi, figurent désormais sur la liste préliminaire du patrimoine culturel immatériel de la Bosnie-Herzégovine, en vue d’une inscription future sur la Liste représentative du patrimoine culturel immatériel de l’humanité de l’UNESCO.
En 2024, l’Agence pour la sécurité alimentaire de Bosnie-Herzégovine a officiellement accordé au ćevapi de Sarajevo une appellation d’origine protégée (AOP), ouvrant la voie à une reconnaissance au niveau de l’Union européenne.
Conformément aux critères des appellations d'origine, indications géographiques et spécialités traditionnelles garanties, ces ćevapi doivent être fabriqués selon une méthode standardisée, exclusivement à partir de viande bovine issue d’animaux âgés de 6 à 19 mois. La production doit avoir lieu dans les limites administratives du canton de Sarajevo, bien que la matière première puisse provenir d'autres régions.

## Variétés
Chaque région possède sa propre recette de ćevapi, avec des différences notables de forme, de taille, d’assaisonnement ou de méthode de cuisson. Ce plat simple et populaire est traditionnellement servi avec du pain plat (somun ou lepinja), accompagné d’oignons crus, de kajmak, de yaourt ou parfois d’ajvar, notamment en apéritif ou en plat principal.

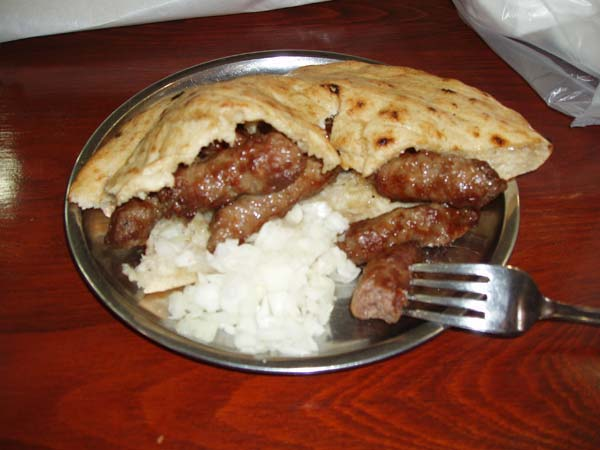
Ćevapi de Sarajevo, Bosnie-Herzégovine.
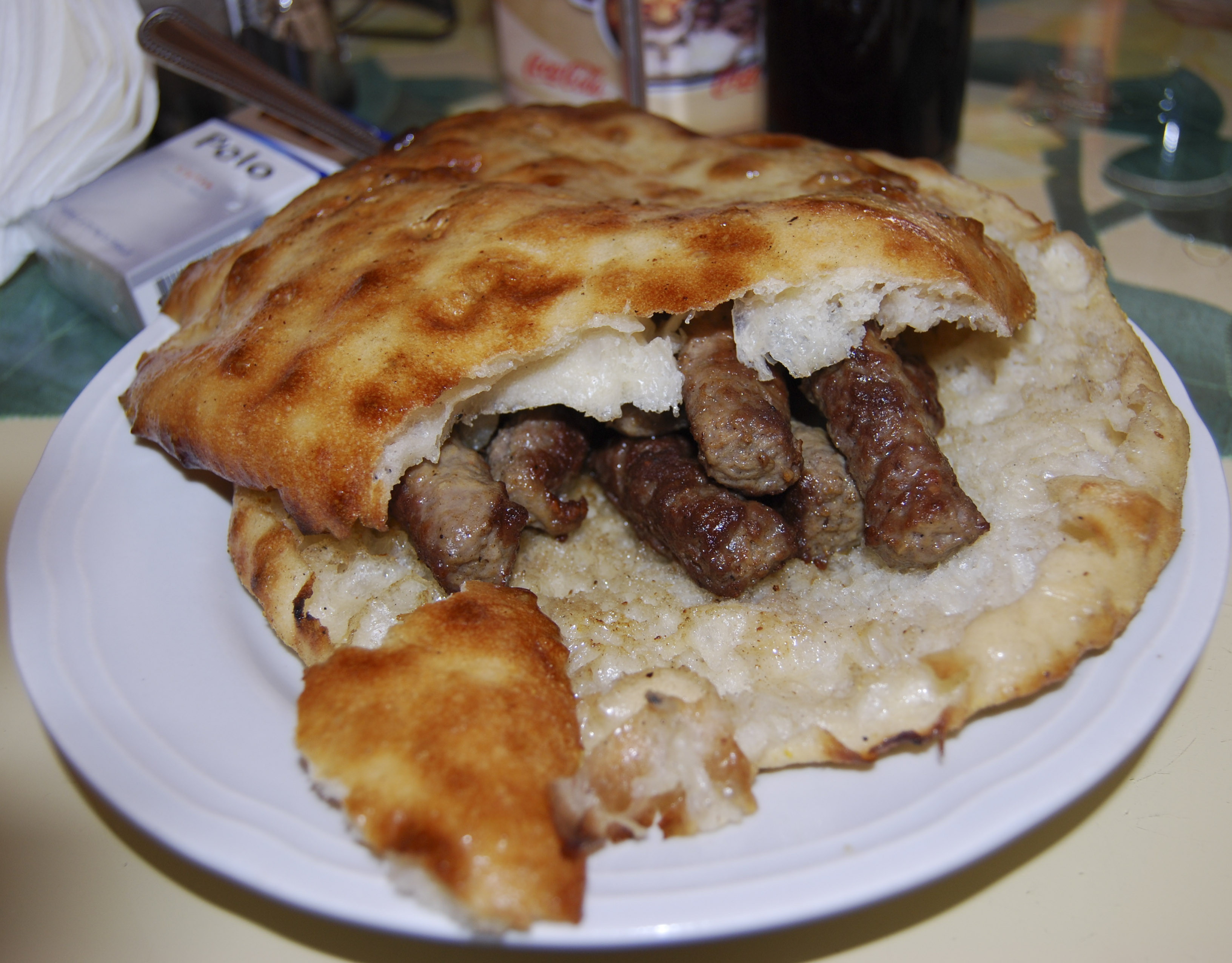
Ćevapi de Travnik, Bosnie-Herzégovine.
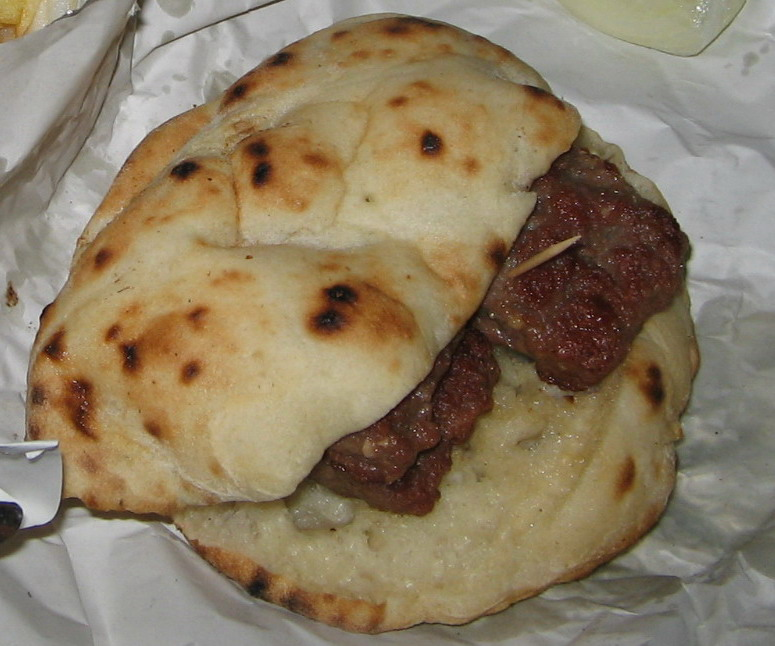
Ćevapi de Banja Luka, Bosnie-Herzégovine.

### Sarajevski ćevapi
Originaire de Sarajevo, ce type de ćevapi est préparé exclusivement avec du bœuf (parfois un mélange avec de l’agneau), sans additifs artificiels. Ils sont de petite taille, généralement servis par 5 ou 10 pièces dans un pain plat appelé somun, accompagnés d’oignons hachés et de kajmak. Leur goût subtil et leur cuisson au charbon en font une référence dans tout le pays.

### Travnički ćevapi
Les ćevapi de Travnik se distinguent par un mélange de viandes plus riche, combinant bœuf, veau, agneau et parfois mouton. Leur texture est plus moelleuse, et ils sont réputés pour leur assaisonnement équilibré. Ils sont souvent légèrement plus longs que ceux de Sarajevo, et servis également avec du somun et des oignons.

### Banjalučki ćevapi
Spécialité de Banja Luka, cette variante se reconnaît immédiatement à sa forme : les ćevapi sont soudés entre eux par groupes de quatre ou cinq, formant une bande. La recette inclut généralement un mélange de bœuf et de veau. Leur goût est plus intense, et ils sont traditionnellement servis dans un somun  bien imbibé de jus de cuisson.

### Leskovački ćevap
Le leskovački ćevap de la ville de Leskovac est une variété basée sur la recette de la pljeskavica, mais en forme de saucisse (ćevap). Tous les ans au mois d'août, à Leskovac en Serbie, a lieu le festival de Roštiljijada de Leskovac (en), où plus de cent tonnes de viande sont consommées sous forme de grillades. Les ćevap sont parmi les plats les plus populaires de ce festival. En 2012, 600 000 visiteurs ont participé à cette fête culinaire.

### Novopazarski ćevap
Originaire de la ville de Novi Pazar, dans le Sandžak (sud-ouest de la Serbie), ce ćevap est préparé exclusivement avec du bœuf haché finement, sans ajout de porc, conformément aux traditions culinaires musulmanes locales. Il est généralement plus long que les autres variantes et se distingue par une texture plus tendre et une cuisson précise au charbon.

### Qebapa (Kosovo)
Les qebapa sont la version kosovare des ćevapi, très populaires notamment à Prizren et à  Peć. Ils sont souvent plus petits, préparés à base de bœuf, et parfois assaisonnés avec de l’oignon au lieu d’ail. Servis dans un pain plat appelé pitalka, ils sont un élément central de la cuisine albanaise du Kosovo, souvent accompagnés de yaourt, d’oignons crus ou de salade.